# 悪魔城ドラキュラ Xクロニクル
『悪魔城ドラキュラ Xクロニクル』（あくまじょうドラキュラ エックスクロニクル、英題: Castlevania: The Dracula X Chronicles）は、コナミデジタルエンタテインメントから2007年11月8日に発売されたPlayStation Portable用ソフトのアクションゲーム。旧作『悪魔城ドラキュラX 血の輪廻』と『悪魔城ドラキュラX 月下の夜想曲』も同時収録されている。

## 概要
ゴシックホラーアクションゲーム・悪魔城ドラキュラシリーズの中でも10作目にあたる初CD-ROM作品であり日本でしか発売されていなかったPCエンジンの『悪魔城ドラキュラX 血の輪廻』をリメイクした『悪魔城ドラキュラ Xクロニクル』に、その元のオリジナル版『血の輪廻』（『あくまぢょおどらきゅらペケ』含む）の移植と、PlayStation版『悪魔城ドラキュラX 月下の夜想曲』の移植の3作+αを収録している。リメイク版である新作『Xクロニクル』は最初からプレイ可能であるが、移植作である『血の輪廻』と『月下の夜想曲』は、『Xクロニクル』のゲーム中の条件をクリアすることでプレイ可能となる。
なお、日本国内および国外でXのリメイク移植として発売された『悪魔城ドラキュラXX』について収録こそされていないが、当作で描かれた要素もXクロニクルで多分に含まれている。

## 収録タイトル

### 悪魔城ドラキュラ Xクロニクル
『血の輪廻』をPSPの性能を生かし3Dポリゴンでリメイクした作品で、本作のメイン。グラフィックは3Dで作成されているが、ゲーム性そのものはオリジナルと同じで横スクロールアクションである。PCエンジン版ではアニメーションだったデモシーンも、CGムービーになっている。ストーリーや設定等は大筋は『血の輪廻』と同じだが、いろいろリメイクで変更もされている。
オリジナルはコナミスタッフによるイラストだったが、リメイク版では『月下の夜想曲』と『悪魔城年代記 悪魔城ドラキュラ』の小島文美によるリニューアルイラストとなっている。アドホック通信による2人同時プレイ、新規イベントムービーの追加、ボスラッシュモードなど様々な新要素が付加されており、プロデューサーの五十嵐孝司（IGA）は「色々手を加えて、より楽しめるようになっている」と語っている。また、マルチエンディングに変更されている他、特定のアイテムを入手しないと破壊出来ない壁があり（破壊が攻略に必須ではない）、それぞれの条件としてサブキャラクターの救出が必要になったため、旧作以上に特別な意味が持たされている。新たなボス戦も追加された。オプションから日本語/英語の音声切り替えが可能。各ステージのBGMをゲーム中で入手したサウンドアイテムの曲にできる（『血の輪廻』や『月下の夜想曲』の曲も含まれている）。他にリヒターやドラキュラ役の声優は後年に発売された『月下の夜想曲』のキャストに変更され、マリアや他のキャラクターの声優も変更されている。
ゲーム内のステージに隠された特殊なアイテムを取得することで以下の移植ゲームがプレイ可能になる。

### 悪魔城ドラキュラX 血の輪廻
1993年にPCエンジンで発売された悪魔城ドラキュラシリーズ10作目。シリーズ初のCD-ROM対応作品ということでアニメ調のオープニングデモや音声による会話デモなどが盛り込まれた。本作収録版では、オープニングナレーションがXクロニクル版のものに差し替えられていたり、ステージ2のボス・ウェアウルフの死亡時グラフィックが一部書き換えられている等、PCエンジン版と異なる部分もいくつかある。メディアの違いからエンディングなどのアニメーションムービー再生時に音と画面に大幅なズレが生じている。

#### あくまぢょおどらきゅら X（ペケ）
『血の輪廻』でのミニゲーム風の注意メッセージ画面。PCエンジンは、SUPERでないCD-ROM²でSUPER CD-ROM²用ソフトを起動すると、ハードが違うという旨の注意メッセージ画面が表示されるが、『血の輪廻』ではそれが多少の操作性を加えたミニゲーム調になっており、ちょっとしたおまけ要素となっていた。本作収録版では、最初のサブタイトルと最後に表示される注意メッセージがPCエンジン版とは別のものに差し替えられている。また、オリジナルのペケはゲーム本編と同様に攻撃ボタン押しっぱなしでリヒターの向きを固定したまま移動できたが、本作収録版だと鞭を振り続けて移動できないなど再現度が低い。

### 悪魔城ドラキュラX 月下の夜想曲
1997年にPlayStationで発売され、シリーズ初の探索型アクションRPGとなった新生悪魔城ドラキュラ。ストーリーは『血の輪廻』から5年後、ドラキュラの息子アルカードが、何故か復活した悪魔城へ挑むというもの。『血の輪廻』とは違い、ステージクリア型ではなく、城内を自由に行き来して探索するメトロイドタイプ。本作収録版では、条件を満たすとマリア・ラーネッドがプレイキャラクターとして使用可能になる（SS版での性能と違い、『血の輪廻』での挙動に沿ったものとなっている）等、多少の追加要素もある。

## 関連商品
- 『悪魔城ドラキュラXクロニクル オリジナルサウンドトラック』コナミデジタルエンタテインメント、2007年11月8日
- 『悪魔城ドラキュラXクロニクル 公式ガイド』コナミデジタルエンタテインメント、2007年11月29日、ISBN 9784861551932

またコナミの運営する通信販売サイトコナミスタイルで販売された特別版として、以下の特典が同梱されている数量限定のバージョンも発売された。発売前に予約完売になった。
- Dracula X Chronicle Art book for Konami Style Special Ver.
  - 本作のイラストレーターの小島文美によるイラストをオールカラーで収録したアートブック。
- 悪魔城ドラキュラXクロニクル特製ポーチ
  - PSPサイズの黒いポーチ。
- 悪魔城ドラキュラXクロニクル PSP液晶保護フィルム
  - PSPの画面用フィルムと台紙。
- 悪魔城ドラキュラXクロニクル 特製ストラップ
  - リヒターのゲームドット絵のストラップ。
- 悪魔城ドラキュラXクロニクル B2ポスター